# Autorretrato (Regina Veiga)
Autorretrato é uma obra de Regina Veiga em técnica mista de pastel oleoso e pastel seco sobre papel criada na década de 1920. Pertence ao acervo da Pinacoteca do Estado de São Paulo, Brasil.

## Descrição e Análise
Este autorretrato de Regina Veiga é uma obra que expressa com notável delicadeza e sobriedade a busca pela autoafirmação da mulher artista em um cenário ainda profundamente marcado pelas convenções acadêmicas e pela escassa visibilidade feminina no sistema artístico brasileiro da época.
A escolha do pastel, tanto seco quanto oleoso, confere à imagem uma textura densa e aveludada, que valoriza a plasticidade dos traços e a suavidade das transições cromáticas. A artista se retrata com um rigor formal que dialoga com o retrato tradicional, mas sem ceder à teatralidade ou ao ornamento. Seu rosto, modelado com parcimônia pela luz e pela cor, surge sereno, introspectivo, marcado por um olhar que não se dirige ao espectador em busca de aprovação, mas que reafirma silenciosamente sua identidade.
A composição é despojada: fundo neutro, a figura em primeiro plano, com foco exclusivo no rosto. Esta economia de elementos remete ao autorretrato como um exercício de autoconhecimento e uma afirmação de presença, num tempo em que a mulher artista ainda disputava espaços restritos em academias e salões.
A década de 1920, momento de efervescência e transformação cultural no Brasil, especialmente com a eclosão do modernismo, viu artistas como Anita Malfatti e Tarsila do Amaral romperem com os cânones europeus e proporem novas estéticas. O autorretrato de Regina Veiga, embora menos experimental, insere-se nesse mesmo contexto histórico como um gesto de reivindicação silenciosa e digna da figura da artista-mulher — menos como objeto de contemplação, mais como sujeito criador.